# 土永雷
土永 雷（どえい あずま、1998年7月24日 - ）は、ジャパンラグビーリーグワンの三重ホンダヒートに所属するラグビー選手。

## 略歴
2017年、光泉高校卒業後、帝京大学に入る。なお光泉高校時代、高校日本代表に選ばれたことがある。
2021年、帝京大学卒業後、宗像サニックスブルースに加入。
2022年1月22日に行われたJAPAN RUGBY LEAGUE ONE第2節中国電力レッドレグリオンズ戦にて途中出場で公式戦初出場を果たした。
2023年、三重ホンダヒートに入団。